# Chloroclystis exilis
Chloroclystis exilis là một loài bướm đêm trong họ Geometridae.